# لسان الميزان
لسان الميزان هو كتاب من كتب الحديث يختص بعلم الجرح والتعديل، ألفه الحافظ ابن حجر العسقلاني (773 هـ-852 هـ)، يختص الكتاب بالمجروحين من رواة الحديث، وأصل هذا الكتاب هو كتاب ميزان الاعتدال في نقد الرجال للحافظ الذهبي، وقد قام ابن حجر بتهذيبه والزيادة عليه، وهو مرتب ترتيبا ألفبائيا، يترجم فيه المجروحين ذاكرا أسمائهم وأنسابهم وأقوال العلماء فيهم، وتعرض كذلك للقراء والمفسرين والفقهاء والأصوليين والشعراء واللغويين والمتصوفة والمؤرخين إضافة للأصل الذي هو رواة الحديث ، يقع الكتاب في سبعة أجزاء.

## اسم الكتاب
نص المؤلف ابن حجر العسقلاني على تسمية الكتاب في مقدمة كتابه فقال: «وسمَيته لسان الميزان»، وضمن الاسم في خطبة الكتاب فقال: «الحمد لله المحمود بكل لسان، معروف بالجود والإحسان، الذي خلق الإنسان وعلمه البيان، وأشهد أن لا إله إلا الله، شهادةً أدَّخرها يوم العرض على الميزان». وقد نص على تسمية الكتاب بهذا الاسم العلماء الذين ذكروا الكتاب. ومعنى الجملة لسان الميزان: قطعة المعدن التي تكون في وسط الميزان بين كفتيه.

## نسبة الكتاب للمؤلف
وثيق نسبة الكتاب للمؤلف:
دلَّ على ثبوت نسبة الكتاب للإمام ابن حجر أمور كثيرة من أهمها:
- الاستفاضة والشهرة، فقد اشتهر هذا الكتاب بنسبته للحافظ ابن حجر.
- وجود عدد من النسخ الخطية للكتاب مكتوبًا على طرتها اسم الكتاب منسوبًا للحافظ ابن حجر.
- أنَّ المؤلف قد عزا لهذا الكتاب في كتبه الأخرى، فقال في كتابه النكت على كتاب ابن الصلاح: «ومن أراد استيفاءها فليطالع كتابي لسان الميزان الذي اختصرتُ فيه كتاب الذهبي في أحوال الرواة المتكلم فيهم، وزدت فيه تحريرًا وتراجم على شرطه والله الموفق».
- نسبه له من جاء بعده من العلماء، فقال تقي الدين الفاسي: اختصر فيه الميزان للذهبي، وزاد فيه أكثر من ستمائة ترجمة. وقال السيوطي: وعمل شيخ الإسلام لسان الميزان ضمنه الميزان وزوائد. وعزا له السخاوي في مواضع من كتبه وخاصة في كتاب فتح المغيث، ونسبه له الشيخ طاهر الجزائري في كتاب توجيه النظر إلى أصول الأثر.
- نسبه له العلماء الذين ترجموا له، فقال الحافظ السخاوي: في مجلدين أو ثلاثة، يشتمل على تراجم من ليس في كتاب تهذيب الكمال من الميزان، مع زيادات كثيرة جدًا في أحوالهم من جرح وتعديل، وبيان وهم، وعلى خلق كثير لم يذكرهم في الميزان أصلاً. وكذلك نسبه له السيوطي في كتاب ذيل طبقات الحفاظ.
- نسبه له أصحاب كتب الفهارس والأثبات، كالكتاني في كتاب الرسالة المستطرفة، وحاجي خليفة في كتاب كشف الظنون، والبغدادي في كتاب هدية العارفين، وصديق حسن خان في كتاب أبجد العلوم.[3]

## سبب التأليف
أشار ابن حجر العسقلاني إلى سبب تأليف الكتاب في المقدمة فقال: «ومن أجمع ما وقفتُ عليه في ذلك كتاب "الميزان" الذي ألَّفه الحافظ أبو عبدالله الذهبي، وقد كنتُ أردتُ نسخه على وجهه فطالَ عليَّ، فرأيتُ أن أحذفَ منه أسماءَ من أخرج له الأئمة الستة في كتبهم أو بعضهم، فلما ظهر لي ذلك استخرتُ الله تعالى وكتبتُ منه ما ليس في "تهذيب الكمال"، وكان لي من ذلك فائدتان: إحداهما: الاختصار والاقتصار، فإنَّ الزمان قصير والعمر يسير، والأخرى: أنَّ رجال "التهذيب" إما أئمة موثوقون، وإما ثقات مقبولون، وإما قومٌ ساء حفظهم ولم يطرحوا، وإما قومٌ تُرِكوا وجُرحوا؛ فإن كان القصد بذكرهم أنه يعلم أنه تكلم فيهم في الجملة فتراجمهم مستوفاة في "التهذيب".. وسميته "لسان الميزان" ثم أختمها بفوائد وضوابط نافعة إن شاء الله تعالى». فكان قصد ابن حجر من تأليف الكتاب الاستدراك والتعقيب والتهذيب لكتاب ميزان الاعتدال للإمام الذهبي.

## محتوى الكتاب
موضوع الكتاب هو تراجم الرواة الضعفاء، مع الاستدراك والتعقيب والإضافة على كلام الإمام الذهبي إن احتاج الأمر إلى ذلك. وقد افتتح المؤلف كتابه بمقدمة أشار فيها إلى الزيادات التي زادها في الكتاب، ثم ساق خطبة الكتاب الأصل، وعلق عليها في بعض الجوانب التي ذكرها الذهبي وهي: ما يتعلَق باصطلاح الذهبي في كلمة (صح) وكلمة (مجهول)، وأن من عيوب التصنيف في تراجم الرواة ذكر الجرح والسكوت عن التعديل، وأن البدعة على ضربين، وحكم رواية المبتدعة عمومًا والرافضة خصوصًا. ثم ختم المقدمة بعشرة فصول وهي:
- فصل في تدليس التسوية.
- فصل في فيمن يُترك حديثه، وفي أقسام الرواة، والكتب التي ليس لها أصول.
- فصل في وجوه الفساد التي تدخل على الحديث.
- فصل في مراد ابن معين بقوله: ليس به بأس، وضعيف، ومراد الدارقطني بقوله: لين.
- فصل في مذهب ابن حبان في توثيق المجاهيل.
- فصل في الجرح والتعديل، أيهما يُقدَّم.
- فصل فيمن يتوقف عن قبول قوله في الجرح.
- فصل في وجوب تأمل أقوال المزكين ومخارجها.
- فصل في التوقف في الجرح والتعديل، ومعنى الشذوذ عند الإمام الشافعي.
- فصل فيمن يقبل حديثه أو يرد، وهو من كتاب الرسالة للإمام الشافعي.

وبعد أن انتهى المؤلف من مباحث المقدمة شرع في تراجم الرواة مرتَبين على حروف المعجم في أسمائهم وأسماء آبائهم، ثم ذكر الكنى، ثم المبهمين والمبهمات، ثم ذكر فصلاً ضمنه الأسماء التي كان قد حذفها من اللسان لكونهم في تهذيب الكمال، ثم عاد فأدخلهم في آخر اللسان بأسمائهم المجردة فقط دون ترجمة، أو بترجمة موجزة. وقد فرغ ابن حجر من تأليف الكتاب سنة 805 هـ، وبقي ينظر في الكتاب وينقِح ويصحح إلى آخر حياته.

## منهج المؤلف
يمكن تلخيص منهج المؤلف في لسان الميزان من خلال النقاط التالية:
- قدم المؤلف لكتابه بمقدمة نفيسة.
- رتب المؤلف الرواة على حروف المعجم في أسمائهم وأسماء آبائهم، كما هو في ترتيب الأصل، وغالبًا ما يُؤخر ذكر المهملين بعد المنسوبين إلى آبائهم، وذكر من اسمه (عبد الله) قبل غيره ممن ابتداء اسمه (عبد)، وفعل مثل ذلك في أسماء آبائهم، وعندما ذكر المؤلف المبهمات قسمهم إلى ثلاثة أقسام الأول: المنسوب، والثاني: من اشتهر بقبيلة أو صنعة، والثالث: من ذكر بالإضافة.
- يذكر المؤلف اسم الراوي واسم أبيه وجده وكنيته ونسبه، ولا يطيل في ذلك، ويذكر بعض شيوخه وتلاميذه على سبيل الاختصار، ويذكر ما قيل فيه من جرحٍ أو تعديل، ثم يذكر من حديث الراوي ما يدلل به على ضعف حديثه.
- يحكم المؤلف غالبًا على الأحاديث التي يوردها في أثناء الترجمة.
- كان الذهبي قد أفرد فصلاً في آخر الميزان لأسماء النساء فجاء المؤلف فألحق أسماء النساء مع أسماء الرجال بحسب حروف المعجم، حيث قال في آخر الكتاب تنبيه: ذكر المصنف للنساء فصلاً مفردًا، وكان قد ذكر كثيرا منهن مع الرجال، فألحقتُ كل اسم كان من شرطي لمحله في أسماء الرجال، فلذلك لم أفرد لهن فصلاً هنا.
- ذكر المؤلف جميع التراجم التي في الميزان سوى من كان مترجمًا في تهذيب الكمال، وزاد زيادات ليست في الميزان، قال الحافظ السخاوي وهو يتحدث عن اللسان: «يشتمل على تراجم من ليس في تهذيب الكمال من الميزان، مع زيادات كثيرة جدًا في أحوالهم من جرح وتعديل، وبيان وهم، وعلى خلق كثير لم يذكرهم في الميزان أصلاً».
- حذف المؤلف من ترجم له المزي في تهذيب الكمال سواء كانت الترجمة من التراجم الأصول أي الراوي له رواية في الكتب الستة، أو كان ذكر الراوي لأجل التمييز فقط، ومما يدل على ذلك: في ترجمة إسحاق بن عبد الله قال الحافظ ابن حجر: قلت إسحاق بن نجيح الملطي لم يخرج له أحد من الأئمة الستة، ولكن ذكره المزي في التهذيب للتمييز فلم أذكره هنا لكونه ليس من شرطي في هذا اللسان، واقتصرت على التنبيه على كشف هذه العلة لئلا يظن أنه راوٍ آخر أهملته.
- تبع المؤلف الإمام الذهبي في عدم ذكره لتراجم الصحابة في هذا الكتاب، وذلك لأن الصحابة عدول، والضعف إنما يأتي من قبل الرواة عنهم لا منهم.
- ذكر الحافظ ابن حجر في آخر اللسان فائدة حاصلها: أن من لم يترجم له في الميزان أو اللسان أو "تهذيب التهذيب قال: فهو إما ثقة، أو مستور.

## طبعات الكتاب
طُبع الكتاب في دائرة المعرف النظامية في الهند سنة (1329- 1331هـ) في سبعة مجلدات، ثم صور في مؤسسة الأعلمي للمطبوعات في بيروت بنان سنة 1406 هـ، وصُور في دار الفكر في بيروت، وفي دار صادر. ثم أعيد وصف الكتاب في دار الفكر في بيروت سنة 1408 هـ، ثم طبع في دار الكتب العلمية في سبعة مجلدات بتحقيق علي معوض وعادل عبد الموجود سنة 1416 هـ، وطُبع في مطبعة الفاروق الحديثة بالقاهرة في مصر سنة ( 1416 هـ في ثمانية أجزاء، بتحقيق غنيم عباس غنيم وخليل محمد العربي. وطبع بتحقيق وإشراف محمد بن عبد الرحمن المرعشلي في دار إحياء التراث العربي، ومؤسسة التاريخ العربي في بيروت، الطبعة الأولى سنة 1416 هـ. ثم طُبع بتحقيق عبد الفتاح أبو غدة ونشر في مكتب المطبوعات الإسلامية، وقامت بإخراجه دار البشائر الإسلامية في بيروت، الطبعة الأولى سنة 1423 هـ.

## الدراسات على الكتاب
- كتاب تقويم اللسان للحافظ ابن حجر العسقلاني، ذكر فيه من ذكره الذهبي في الميزان ولم يذكر مستنده في ضعفه.
- كتاب تقويم اللسان، وكتاب فضول اللسان للحافظ زين الدين قاسم بن قطلوبغا الحنفي.
- كتاب زوائد اللسان للحافظ السخاوي.
- كتاب زوائد اللسان على الميزان للحافظ السيوطي.
- كتاب تحرير اللسان وهو اختصار لكتاب لسان الميزان لمحمد بن رجب بن عبد العال بن موسى بن أحمد بن عبد الرحمن الزبيري الشافعي.
- كتاب اختصر "اللسان في مجلد كبير، ألفه أبو زيد عبد الرحمن بن أبي العلاء إدريس بن محمد العراقي الحسيني الفاسي.
- وقد بدأ الألباني كتاب الجمع بين ميزان الاعتدال ولسان الميزان، لكنه لم يكمله.
- كتاب ذيل لسان الميزان للشريف حاتم بن عارف العوني،

## وصلات خارجية
- تحميل لسان الميزان المكتبة الوقفية
- تحميل لسان الميزان المكتبة الشاملة